# Rakousko na Letních olympijských hrách 2008
Rakousko na Letních olympijských hrách 2008 v Pekingu reprezentovalo 70 sportovců, z toho 40 mužů a 30 žen. Nejmladší účastnicí byla Nina Dittrich (17 let, 266 dní), nejstarší pak účastník jezdeckých soutěží Hans Spitzauer (43 let, 168 dní). Celkem Rakousko získalo 1 stříbrnou a 2 bronzové medaile.

## Medailisté

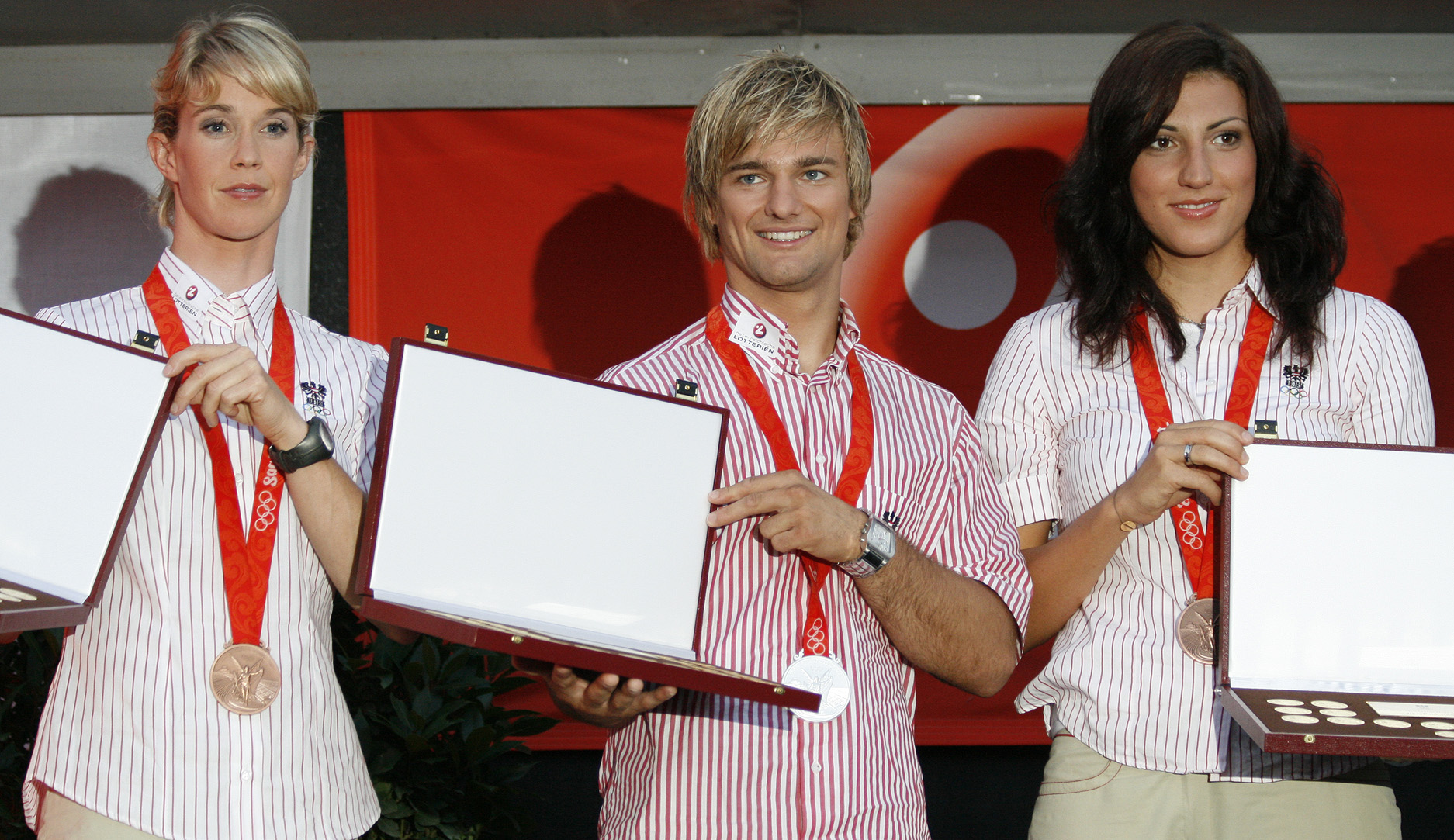
Violetta Oblingerová-Petersová (vlevo), Ludwig Paischer (střed) a Mirna Jukićová (vpravo)

| Medaile | Jméno                          | Sport      | Disciplína      |
| ------- | ------------------------------ | ---------- | --------------- |
| Stříbro | Ludwig Paischer                | Judo       | muži 60 kg      |
| Bronz   | Mirna Jukićová                 | Plavání    | ženy 100 m prsa |
| Bronz   | Violetta Oblingerová-Petersová | Kanoistika | ženy K1 slalom  |